# Truss-kormány
Liz Trusst II. Erzsébet királynő – két nappal a halála előtt – felkérte, hogy lépjen Boris Johnson helyére az Egyesült Királyság miniszterelnöke poszton, miután Johnson két hónappal korábban, 2022. július 7-én lemondott a Konzervatív Párt vezetői, és az ország kormányfői tisztségéről. Truss 2022. október 20-án lemondott mind kormányfői, mind pártelnöki tisztségéről.

## A kabinet tagjai
| Tisztség | Kép | Név                  | Terminus            | Terminus          |
| Tisztség | Kép | Név                  | Kezdete             | Vége              |
| --- | --- | -------------------- | ------------------- | ----------------- |
| Kabinetminiszterek                                                                                            |     |                      |                     |                   |
| Miniszterelnök A kincstár első lordja Közszolgálati miniszter Unióért felelős miniszter                       |     | Liz Truss            | 2022. szeptember 6. | 2022. október 25. |
| Miniszterelnök-helyettes Egészségügyi és szociális ellátásért felelős miniszter                               |     | Thérèse Coffey       | 2022. szeptember 6. | 2022. október 25. |
| Kancellár A kincstár második lordja                                                                           |     | Kwasi Kwarteng       | 2022. szeptember 6. | 2022. október 14. |
| Kancellár A kincstár második lordja                                                                           |     | Jeremy Hunt          | 2022. október 14.   | 2022. október 25. |
| Külügyminiszter                                                                                               |     | James Cleverly       | 2022. szeptember 6. | 2022. október 25. |
| Belügyminiszter                                                                                               |     | Suella Braverman     | 2022. szeptember 6. | 2022. október 19. |
| Belügyminiszter                                                                                               |     | Grant Shapps         | 2022. október 19.   | 2022. október 25. |
| Igazságügy miniszter Lordkancellár                                                                            |     | Brandon Lewis        | 2022. szeptember 6. | 2022. október 25. |
| Lancasteri hercegség kancellárja Kormányközi kapcsolatokért felelős miniszter Egyenlőségért felelős miniszter |     | Nadhim Zahawi        | 2022. szeptember 6. | 2022. október 25. |
| Védelmi miniszter                                                                                             |     | Ben Wallace          | 2022. szeptember 6. | 2022. október 25. |
| Szintemelkedésért felelős miniszter                                                                           |     | Simon Clark          | 2022. szeptember 6. | 2022. október 25. |
| Kereskedelemért, energiáért és iparért felelős miniszter                                                      |     | Jacob Rees-Mogg      | 2022. szeptember 6. | 2022. október 25. |
| A COP26 elnöke                                                                                                |     | Alok Sharma          | 2022. szeptember 6. | 2022. október 25. |
| Nemzetközi kereskedelemért felelős miniszter A Kereskedelmi Tanács elnöke                                     |     | Kemi Badenoch        | 2022. szeptember 6. | 2022. október 25. |
| Munkaügyi és nyugdíjazási miniszter                                                                           |     | Chloe Smith          | 2022. szeptember 6. | 2022. október 25. |
| Oktatásügyi miniszter                                                                                         |     | Kit Malthouse        | 2022. szeptember 6. | 2022. október 25. |
| Környezetért élelmezésért, és vidéki ügyekért felelős miniszter                                               |     | Ranil Jayawardena    | 2022. szeptember 6. | 2022. október 25. |
| Közlekedési miniszter                                                                                         |     | Anne-Marie Trevelyan | 2022. szeptember 6. | 2022. október 25. |
| Észak-Írországért felelős államtitkár                                                                         |     | Chris Heaton-Harris  | 2022. szeptember 6. | 2022. október 25. |
| Skóciáért felelős államtitkár                                                                                 |     | Alister Jack         | 2022. szeptember 6. | 2022. október 25. |
| Walesért felelős államtitkár                                                                                  |     | Sir Robert Buckland  | 2022. szeptember 6. | 2022. október 25. |
| Digitalizálásért, kultúráért, médiáért és sportért felelős miniszter                                          |     | Michelle Donelan     | 2022. szeptember 6. | 2022. október 25. |
| A Lordok Háza vezetője Lordpecsétőr                                                                           |     | Lord True            | 2022. szeptember 6. | 2022. október 25. |
| A Képviselőház vezetője Lordtanácselnök                                                                       |     | Penny Mordaunt       | 2022. szeptember 6. | 2022. október 25. |
| A Konzervatív Párt chairman-je                                                                                |     | Jake Berry           | 2022. szeptember 6. | 2022. október 25. |
| Egyéb kabinettagok                                                                                            |     |                      |                     |                   |
| A kabinetirodáért felelős miniszter Főhadbiztos                                                               |     | Edward Argar         | 2022. szeptember 6. | 2022. október 25. |
| A kincstár parlamenti államtitkára A Képviselőház főwhipje                                                    |     | Wendy Morton         | 2022. szeptember 6. | 2022. október 25. |
| Anglia és Wales főügyésze Észak-Írország főügyésze                                                            |     | Michael Ellis        | 2022. szeptember 6. | 2022. október 25. |
| Kincstári főállamtitkár                                                                                       |     | Chris Philip         | 2022. szeptember 6. | 2022. október 25. |
| Fejlődésért felelős államminiszter                                                                            |     | Vicky Ford           | 2022. szeptember 6. | 2022. október 25. |
| Biztonságért felelős államminiszter                                                                           |     | Tom Tugendhat        | 2022. szeptember 6. | 2022. október 25. |
| Védelmi erőkért és veteránokért felelős államminiszter                                                        |     | James Heappey        | 2022. szeptember 6. | 2022. október 25. |
| Klímáért felelős államminiszter                                                                               |     | Graham Stuart        | 2022. szeptember 6. | 2022. október 25. |

## Fordítás
Ez a szócikk részben vagy egészben  a   Truss ministry című angol Wikipédia-szócikk ezen változatának fordításán alapul.  Az eredeti cikk szerkesztőit annak laptörténete sorolja fel. Ez a jelzés csupán a megfogalmazás eredetét és a szerzői jogokat jelzi, nem szolgál a cikkben szereplő információk forrásmegjelöléseként.